# Kathy Kelly (Musikerin)

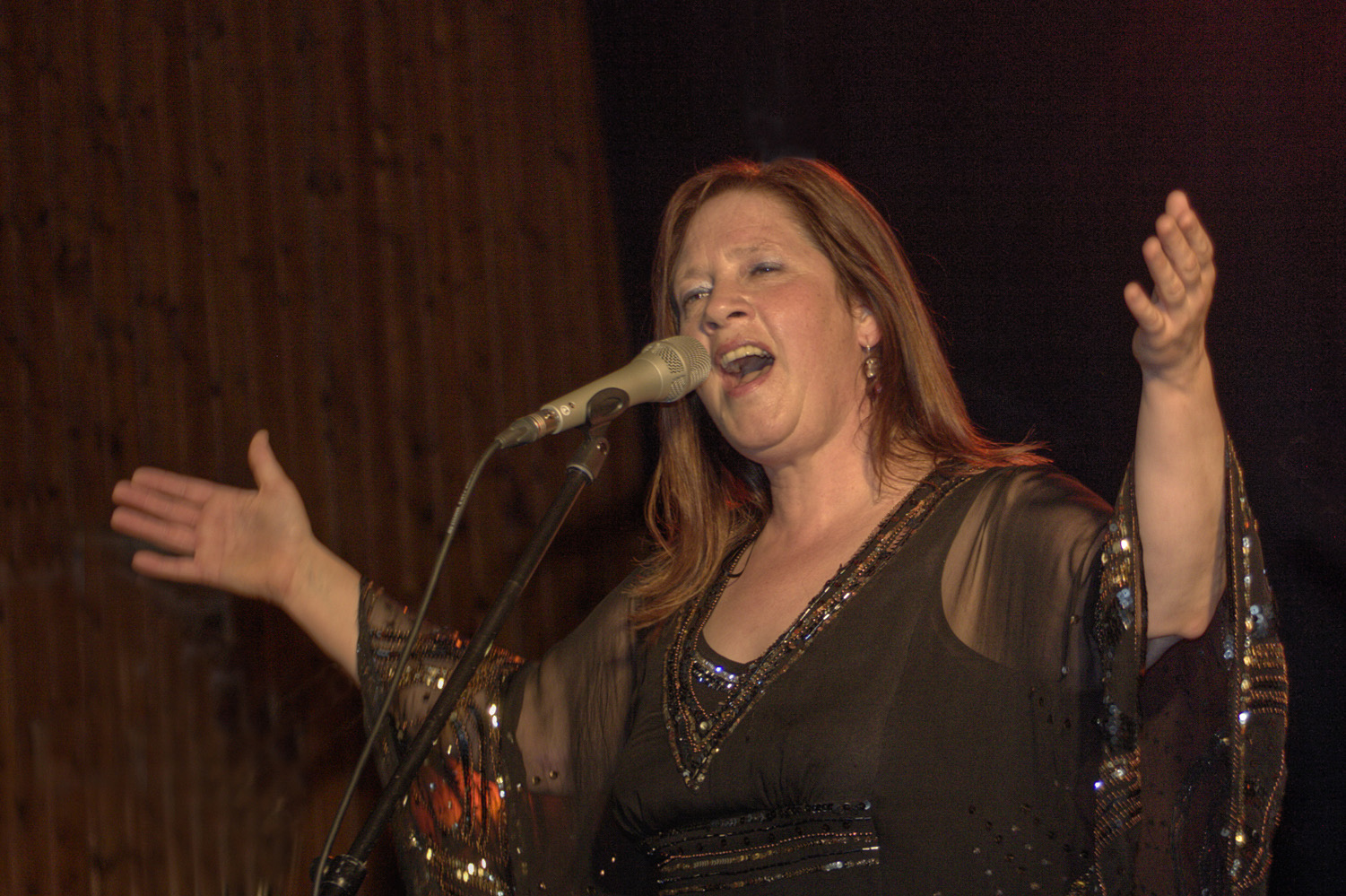
Kathy Kelly (2010)

Kathleen Anne „Kathy“ Kelly (* 6. März 1961 in Leominster, Massachusetts) ist eine  irisch-US-amerikanische Sängerin. Sie ist das drittälteste Kind der Kelly Family und arbeitet seit 2001 auch als Solistin.

## Biografie

### Privatleben
Kathy Kelly ist die zweitälteste Tochter von Daniel Kelly (1930–2002) und seiner ersten Frau Janice (1935–2018). Mitte der 1960er Jahre siedelte die Familie von den Vereinigten Staaten nach Spanien um. Nach der Scheidung der Eltern blieb sie mit ihren drei Geschwistern beim Vater und seiner neuen Frau Barbara-Ann. Sie wurde auch im privaten Bereich schon in jungen Jahren gefordert, als sie nach dem frühen Tod von Barbara-Ann Kelly im Jahr 1982 die Mutterrolle für die kleineren Geschwister übernehmen musste. Seit 1998 hatte sie wieder Kontakt zu ihrer leiblichen Mutter, die zuletzt im US-Bundesstaat New Mexico lebte. Am 14. Dezember 1992 wurde ihr Sohn geboren.

### Karriere
Das Musizieren war bereits früh ein wichtiger Bestandteil im Familienleben, und so lernte Kathy Kelly mit neun Jahren Geige- und Klavierspielen an den Konservatorien von Pamplona und Madrid. Als sie 15 Jahre alt war, entschied ihr Vater, den weiteren Lebensweg der Familie als Straßenmusiker zu finanzieren. Auch in dieser Zeit wurde sie unterrichtet und studierte als 16-Jährige bei Musikdozent Thomas Christian in Wien Geige. Daneben bekam sie schon als Kind regelmäßig Ballettunterricht. Obwohl sie einen Abschluss als Primaballerina machte, spielte die Musik ab dem 17. Lebensjahr die größere Rolle in ihrem Leben. Lange Jahre zeichnete sie auch als Produzentin für die musikalische Seite der CD-Produktionen der Kelly Family verantwortlich.
1999 erschien ihr erstes Soloalbum The Best of Kathy Kelly, das noch stark von der Familie geprägt war. 2001 ging sie erstmals eigene Wege: so lautete der Titel des neuen Albums Morning of My Life, sie präsentierte sich in einem neuen Erscheinungsbild und fand ihren eigenen Stil, der von klassischen, spanischen, französischen und irischen Elementen geprägt ist. Sie spielt Akustiksongs mit Klavier, Percussion und Gesang, aber auch poppige Stücke mit Bass und spanischer Gitarre. Ende 2002 veröffentlichte sie ihr drittes Album Straight from My Heart. 2003 startete sie ihre erste Solo-Tour in Berlin am Brandenburger Tor. Ein weiteres Debüt hatte sie in Heidelberg mit der Oper The Telephone des Komponisten Gian Carlo Menotti. 2005 nahm sie das Album Godspel mit bekannten Gospels, neuen Kompositionen und einem lateinischen „Vater unser“ auf. An den Studioaufnahmen waren ihre Brüder Angelo und Jimmy beteiligt. 2007 wirkte sie auf dem Album Horch, was kommt von draußen rein von Die Ölbergkinder mit. Wieder gemeinsam als Kelly Family mit den Geschwistern Joey, Patricia, Maite und Paul bzw. Jimmy (für Maite Roncalli) trat sie 2007/2008 bei der „More Good News“-Kirchentour, bei Open-Air- und Hallenkonzerten sowie bei Circus Roncalli & Kelly Family auf.
Im Herbst 2008 ging sie mit dem Pianisten Andy Recktenwald auf Solo-Tour; Anfang 2009 folgte eine Tournee mit Michael Hirte. Seit 2009 tourt Kelly auch mit der Godspel European Tour mit Solo-Auftritten und Gemeinschaftskonzerten mit bekannten Gospel-, Shanty- und Kinderchören. Im November 2010 nahm sie am Casting zu Das Supertalent teil. Im Sommer 2011 war sie eine von insgesamt zehn Kandidaten der ProSieben-Show Die Alm. Von 2017 bis 2020 trat sie mit ihren Geschwistern wieder als Kelly Family auf. Im August 2020 nahm sie an der 8. Staffel der Sat.1-Realityshow Promi Big Brother teil und belegte den 3. Platz.
Am 26. März 2021 veröffentlichte Kathy Kelly mit Jay Alexander das Album Unter einem Himmel (Just One Sky). Für 2022 wurde eine gemeinsame Tour angekündigt.
Im Mai 2021 erschien das erste Klassikalbum von Kathy Kelly mit dem Titel My First Classic.

## Diskografie

### Alben
- 1999: The Best of Kathy Kelly (Kel-Life)
- 2001: Morning of My Life (ePark / Zomba)
- 2002: Straight from My Heart (Copas)
- 2005: Godspel
- 2014: My Christmas Songs[11]
- 2015: The First[12]
- 2015: My Christmas Songs[13]
- 2019: Wer lacht überlebt
- 2021: Unter einem Himmel (Just One Sky) (mit Jay Alexander)
- 2021: My First Classic
- 2024: Glaub an Dich (mit Jay Alexander)

### Singles
- 1999: You’re Losing Me (Kel-Life / EMI)
- 2001: Save Me in the Morning (ePark / Zomba)
- 2001: Nay No Nay, mit Kathy Kelly Screensaver (ePark / Zomba)
- 2001: It’s Christmas Time (mit den Bubbles) (ePark / Zomba)
- 2009: My Last Goodbye (Borodino Records)
- 2010: Engelsmensch (Angel Love) (mit Michael Kraft) (KM-Das Label)
- 2012: You Sleep with Angels (7us)
- 2019: Wer lacht überlebt (Universal Music)
- 2019: Du brichst mir das Herz (Universal Music)